# Azafea

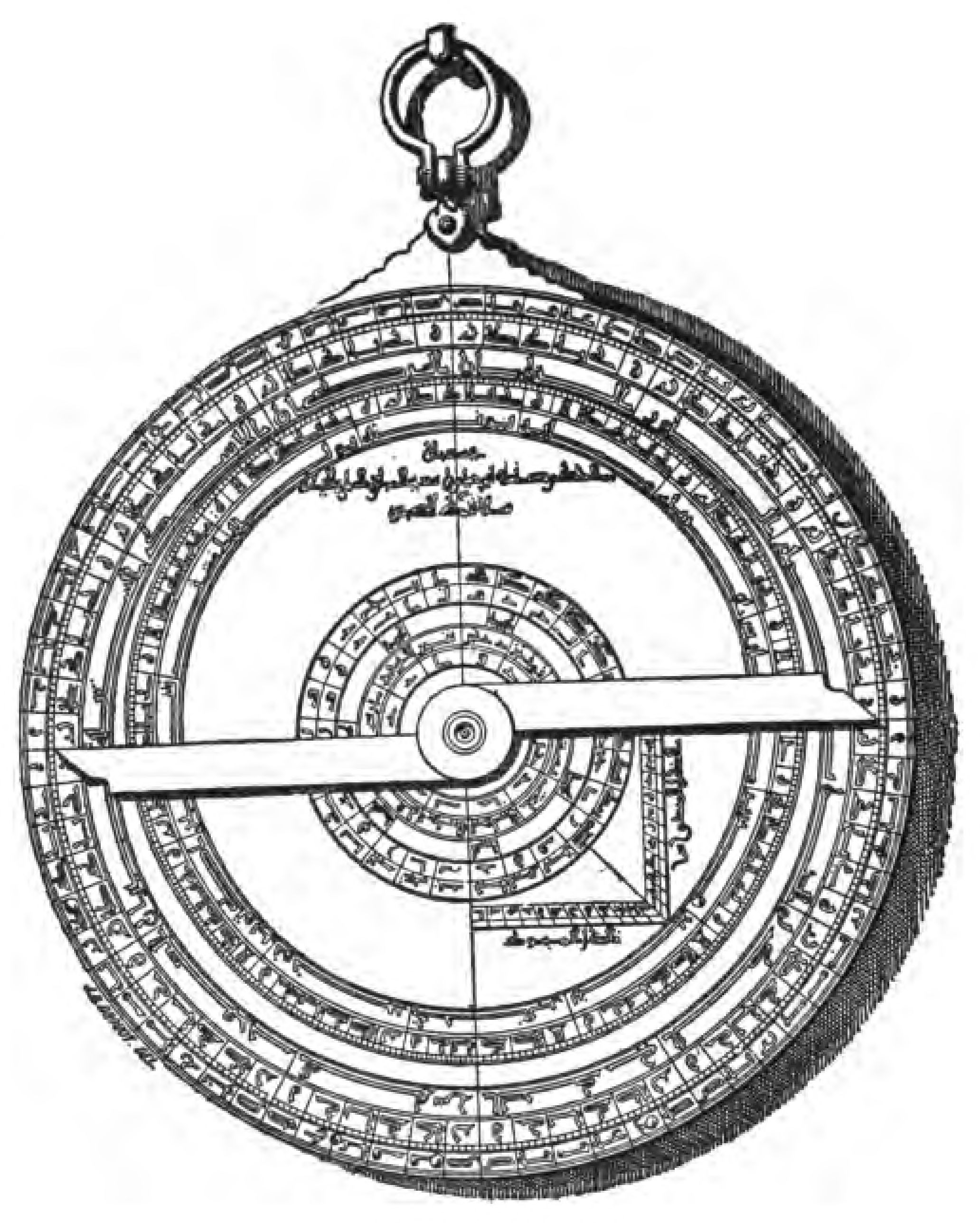
Azafea.

La azafea (denominado también como al-safîha) es un instrumento de observación astronómica además de un computador analógico útil para la resolución de problemas de astronomía esférica y astrología. La azafea permite el cómputo y observación astronómica en cualquier latitud terrestre (instrumento universal). Azarquiel, astrónomo andalusí que vivió en la ciudad de Toledo (actualmente España) en el siglo XI, inventó, construyó y escribió sobre la al-Safiha al-Zarqaliya (Azafea zarqueliana) un tratado sobre el astrolabio universal. Este tratado hizo que el rey Alfonso X el Sabio hiciera incluir una traducción al romance en el libro de la azafea incluido en su Libro del Saber de la Astronomía de 1276. La azafea es uno de los inventos desarrollados por la ciencia andalusí que contribuyó no solo a la astronomía sino también a la orientación y navegación de la época. 

## Características
El instrumento es básicamente una proyección estereográfica sobre los coluros de los solsticios, en contraposición con la proyección estereográfica polar del astrolabio sobre el plano del horizonte. El centro de proyección empleado en esta proyección es el punto vernal. Este tipo de proyección fue muy novedosa en la época. Sobre el pivote central del instrumento gira una alidada con una escala graduada (regula) con dos pínulas para alinear en un punto de mira el sol o cualquier astro y poder de esta forma trasladar el ángulo a las escalas de la azafea, la brachiolus que es un cursor empleado en los astrolabios universales. Entre las escalas empleadas para el cómputo astronómico se encontraban: la umbra recta y versa (cálculo de tangentes).

## Diferencia con el astrolabio
Mientras que el astrolabio es diseñado para observaciones y cómputos desde una latitud específica, la azafea permite hacer estas observaciones en cualquier latitud terrestre —de ahí la denominación de instrumento universal—. El mismo Azarquiel creó dos variedades distintas de este instrumento astronómico, la denominada ma‘müniyya —denominada de esta forma por haberla dedicado al rey al-Mamun de Toledo— y la abba-diyya ofrecida a al-Mutamid ben Abbad de Sevilla. Este instrumento permitía calcular la relación entre horas temporarias y horas iguales (denominadas también equinociales), la altura del sol sobre el horizonte, la posición del sol en las casas astrológicas (declinación solar), la latitud geográfica del lugar de observación —lo que le convertía en un instrumento útil para la orientación y navegación—, la ascensión recta de un astro y la longitud del arco diurno de un día dado.

## Historia del instrumento
Existe un manuscrito (n.º 962) en la Real Biblioteca de San Lorenzo de El Escorial que describe la azafea en 100 capítulos repartidos en 82 folios. También se encuentra descrita en el manuscrito n.º 156 de la Biblioteca de la Universidad Complutense de Madrid. El médico y astrónomo Jacob Ben Machir ibn Tibbon (Profatius judeus) la tradujo al idioma hebreo, y Bernardo el Arábigo contribuyó a la revisión de la obra alfonsina de Azarquiel al verterla al latín en 1278. Esta edición latina circuló por Europa y permitió que el astrónomoalemán  Regiomontano publicara en el siglo XV una lista de los problemas astronómicos resueltos mediante la azafea. Entre los escritores y comentaristas de este instrumento se encuentra Yehudá ben Mosé ben Cohén. El uso de este astrolabio puede haber influido posteriormente en otros diseñadores de instrumentos astronómicos como el español Juan de Rojas y Sarmiento, que en el siglo XVI elaboró numerosos estudios sobre el uso de las proyecciones ortográficas en los astrolabios. La idea de hacer un astrolabio universal similar fue desarrollada igualmente en el siglo XVI por el astrónomo alemán Gemma Frisius en lo que denominó astrolabio católico. Ya en el siglo XX Roser Puig y Millás Vallicrosa hicieron numerosos estudios y traducciones de los diversos manuscritos y bibliografía existente sobre este instrumento.